# Кто женится на Мэри?
«Кто женится на Мэри?» (англ. Who Will Marry Mary?) — приключенческий сериал немого кино, состоящий из 6 серий. Считается утерянным. Первый эпизод сохранился в Музее кино в Амстердаме. Сиквел фильма 1912 года «Что случилось с Мэри?» (англ. What Happened to Mary?).
Каждая серия представляет собой завершённый рассказ. Считается, что сериал стал предшественником жанра cliffhanger serial (низкобюджетных сериалов). Первый из сериалов жанра, «Приключения Кэтлин» (англ. The Adventures of Kathlyn), был снят в том же 1913 году.

## Сюжет
Мэри Кайлер (Мэри Фуллер) становится наследницей доходного рудника в Калифорнии и обнаруживает, что претенденты на её руку и сердце более заинтересованы в её капитале, чем в ней самой. Отвергнув несколько претендентов, она, наконец, выходит замуж за капитана Джастина Брэдфорда (Бенджамин Уилсон), рискующего собственной жизнью ради неё.

## Список серий
1. «План Дюка»
2. «План испанского дона»
3. «План скульптора»
4. «План никого»
5. «План многих»
6. «План Мэри» [2]

## В ролях
- Мэри Фуллер — Мэри Кайлер
- Бен Уилсон — капитан Джастин Брэдфорд
- Ричард Такер — герцог Леонардо де Феррара
- Гарри Бомонт
- Мириам Несбитт
- Марк Макдермотт
- Гарольд М. Шоу
- Уильям Уодсворт
- Эбби Мэй
- Фрэнк Макглинн
- Уолтер Эдвин